# Frisco Bowl 2019
Match précédent Match suivant
Le Frisco Bowl 2019 est un match de football américain de niveau universitaire joué après la saison régulière de 2019, le 20 décembre 2019 au Toyota Stadium de Frisco dans l'État du Texas aux États-Unis.
Il s'agit de la 3e édition du Frisco Bowl.
Le match met en présence l'équipe des Aggies d'Utah State issue de la Mountain West Conference et l'équipe des Golden Flashes de Kent State issue de la Mid-American Conference.
Il débute à 18 h 30 locales et est retransmis à la télévision par ESPN 2.
Sponsorisé par la société Tropical Smoothie Cafe (en), le match est officiellement dénommé le  Tropical Smoothie Cafe Frisco Bowl 2019.
Golden Flashes de Kent State gagne le premier bowl de son histoire sur le score de 51 à 41.

## Présentation du match
| Équipes | Conférences | Entraîneurs        | Stats. saison rég. | Classements avant le bowl | Classements avant le bowl | Classements avant le bowl |
| --- | ----------- | ------------------ | ------------------ | ------------------------- | ------------------------- | ------------------------- |
| Équipes | Conférences | Entraîneurs        | Stats. saison rég. | CFP                       | AP                        | Coaches                   |
| Aggies d'Utah State                                                                                                  | MWC         | Gary Andersen (en) | 7 - 5              | NC                        | NC                        | NC                        |
| Golden Flashes de Kent State                                                                                         | MAC         | Sean Lewis (en)    | 6 - 6              | NC                        | NC                        | NC                        |
| Arbitre : Ken Antee (C-USA) Équipe donnée favorite par les bookmakers : Utah State par 9 points et vainqueur à 64.6% |             |                    |                    |                           |                           |                           |

Il s'agit de la 3e rencontre entre ces deux équipes :
| Saison | Date            | Vainqueur  | Score   | Perdant    | Compétition                    |
| ------ | --------------- | ---------- | ------- | ---------- | ------------------------------ |
| 1974   | 19 octobre 1974 | Utah State | 27 - 24 | Kent State | Saison régulière - Kent, Ohio  |
| 1973   | 27 octobre 1973 | Kent State | 27 - 16 | Utah State | Saison régulière - Logan, Utah |

### Aggies d'Utah State
Avec un bilan global en saison régulière de 7 victoires et 5 défaites (6-2 en matchs de conférence), Utah State est éligible et accepte l'invitation pour participer au Frisco Bowl de 2019.
C'est le 13e bowl de l'histoire du programme et le 8e bowl joué en 9 saisons par les Aggies.
Ils terminent 3e de la Mountain Division de la Mountain West Conference derrière #19 Boise State et Air Force. À l'issue de la saison 2019, ils n'apparaissent pas dans les classements CFP, AP et Coaches.
C'est leur première apparition au Frisco Bowl.
| Postes      | Joueurs        | Statistiques                                                       |
| ----------- | -------------- | ------------------------------------------------------------------ |
| Quarterback | Jordan Love    | 263/434 passes réussies pour 3 085 yards, 17 TDs, 16 interceptions |
| Coureur     | Gerold Bright  | 161 courses pour 827 yards nets gagnés et 8 TDs                    |
| Receveur    | Siaosi Mariner | 56 réceptions pour 874 yards et 8 TDs                              |

### Golden Flashes de Kent State
Avec un bilan global en saison régulière de 6 victoires et 6 défaites (5-3 en matchs de conférence), Kent State est éligible et accepte l'invitation pour participer au Frisco Bowl de 2019. Il s'agit du 4e bowl de l'histoire du programme (3 défaites). Le dernier joué par les Golden Flashes était le GoDaddy.com Bowl 2013 (défaite 13 à 17 contre Arkansas State).
Ils terminent 4e de la East Division de la Mid-American Conference derrière Miami, Ohio et Buffalo. À l'issue de la saison 2019, ils n'apparaissent pas dans les classements CFP, AP et Coaches.
C'est leur première apparition au Frisco Bowl.
| Postes      | Joueurs      | Statistiques                                                      |
| ----------- | ------------ | ----------------------------------------------------------------- |
| Quarterback | Dustin Crum  | 195/286 passes réussies pour 2 333 yards, 18 TDs, 2 interceptions |
| Coureur     | Dustin Crum  | 145 courses pour 560 yards nets gagnés et 5 TDs                   |
| Receveur    | Isaiah McKoy | 51 réceptions pour 767 yards et 7 TDs                             |

## Résumé du match
Résumé, vidéo et photos sur la page du site francophone The Blue Pennant.
Début du match à 18 h 33, fin à  21 h 57 pour une durée totale de jeu de 03 h 24 min.
Températures de 9 °C, vent de SE de 13 km/h, ciel nuageux, temps sec.
| QT            | Temps         | Drive         | Drive         | Drive         | Équipe        | Description de l'action | Score | Score |
| ------------- | ------------- | ------------- | ------------- | ------------- | ------------- | --- | ----- | ----- |
| QT            | Temps         | Jeux          | Yards         | TDP           | Équipe        | Description de l'action | USU   | KENT  |
| 1             | 12:02         | 10            | 75            | 02:58         | USU           | TD à la suite d'une course de 4 yards par RB Gerold Bright + 1 point de conversion par K Dominik Eberle                                  | 7     | 0     |
| 1             | 11:10         | 3             | 81            | 00:52         | KENT          | TD de 78 yards par WR Isaiah McKoy à la suite d'une réception de passe de QB Dustin Crum + 1 point de conversion par K Matthew Trickett  | 7     | 7     |
| 1             | 05:37         | 12            | 77            | 04:23         | KENT          | TD à la suite d'une course de 2 yards par RB Xavier Williams + 1 point de conversion par K Matthew Trickett                              | 7     | 14    |
| 1             | 02:50         | 6             | 20            | 02:08         | KENT          | FG de 40 yards par K Matthew Trickett | 7     | 17    |
| 1             | 00:03         | 6             | 46            | 02:47         | USU           | FG de 41 yards par K Dominik Eberle | 10    | 17    |
| 2             | 08:24         | 8             | 68            | 02:36         | USU           | TD de 25 yards par WR Siaosi Mariner à la suite d'une réception de passe de QB Jordan Love + 1 point de conversion par K Dominik Eberle  | 17    | 17    |
| 2             | 05:07         | 4             | 3             | 01:33         | KENT          | FG de 22 yards par K Matthew Trickett | 17    | 20    |
| 2             | 00:00         | 8             | 67            | 00:58         | KENT          | FG de yards par K Matthew Trickett | 17    | 23    |
| 3             | 11:41         | 8             | 41            | 03:19         | KENT          | FG de 29 yards par K Matthew Trickett | 17    | 26    |
| 3             | 07:52         | 13            | 75            | 03:49         | USU           | TD de 17 yards par WR Deven Thompkins à la suite d'une réception de passe de QB Jordan Love + 1 point de conversion par K Dominik Eberle | 24    | 26    |
| 3             | 02:27         | 9             | 44            | 03:31         | USU           | TD de 45 yards par K Dominik Eberle | 27    | 26    |
| 4             | 13:31         | 2             | 57            | 00:26         | KENT          | TD à la suite d'une course de 4 yards par RB Will Matthews + 2 points de conversion (course de Will Matthews)                            | 27    | 34    |
| 4             | 12:48         | 3             | 58            | 00:43         | USU           | TD à la suite d'une course de 57 yards par WR Deven Thompkins + 1 point de conversion par K Dominik Eberle                               | 34    | 34    |
| 4             | 09:36         | 7             | 64            | 03:12         | KENT          | TD de 1 yards par WR Antwan Dixon à la suite d'une passe de QB Dustin Crum + 1 point de conversion par K Matthew Trickett                | 34    | 41    |
| 4             | 04:56         | 8             | 24            | 03:50         | KENT          | FG de 37 yards par K Matthew Trickett | 34    | 44    |
| 4             | 03:06         | 8             | 75            | 01:50         | USU           | TD de 11 yards par WR Siaosi Mariner à la suite d'une réception de passe de QB Jordan Love + 1 point de conversion par K Dominik Eberle  | 41    | 44    |
| 4             | 01:56         | 4             | 13            | 01:10         | KENT          | TD à la suite d'une course de 4 yards par QB Dustin Crum + 1 point de conversion par K Matthew Trickett                                  | 34    | 51    |
| Score final : | Score final : | Score final : | Score final : | Score final : | Score final : | Score final : | 41    | 51    |

## Statistiques
| Systèmes | Noms              | Équipes | Postes     |
| -------- | ----------------- | ------- | ---------- |
| Attaque  | Dustin Crum       | QB      | Kent State |
| Défense  | Qwuantrezz Knight | S       | Kent State |

| Statistiques                           | Aggies d'Utah State                                         | Golden Flashes de Kent State                                |
| -------------------------------------- | ----------------------------------------------------------- | ----------------------------------------------------------- |
| 1er down                               | 29                                                          | 26                                                          |
| 1er down à la course                   | 11                                                          | 15                                                          |
| 1er down à la passe                    | 16                                                          | 10                                                          |
| 1er down suite pénalité                | 2                                                           | 1                                                           |
| Conversion de 3e down                  | 6/13                                                        | 7/15                                                        |
| Conversion de 4e down                  | 0/1                                                         | 1/2                                                         |
| Jeux–yards                             | 79 jeux pour 506 yards                                      | 83 jeux pour 550 yards                                      |
| Yards à la course                      | 40 courses pour 189 yards (moyenne de 4,7 yards par course) | 56 courses pour 252 yards (moyenne de 4,5 yards par course) |
| Yards à la passe                       | 317                                                         | 298                                                         |
| Passes : Réussies-Tentées-Interceptées | 30/39 passes complétées, 1 interception                     | 22/27 passes complétées, 0 interception                     |
| Réussite en zone rouge/chances         | 3/3                                                         | 8/8                                                         |
| TD                                     | 6                                                           | 5                                                           |
| Field Goals                            | 2/2                                                         | 5/5                                                         |
| Sacks (Nombre-Yards)                   | 2 pour 9 yards adverses perdus                              | 4 pour 12 yards adverses perdus                             |
| Fumbles (Nombre/Perdus)                | 4/2                                                         | 2/1                                                         |
| Pénalités (Nombre/Yards perdus)        | 4 pour 36 yards perdus                                      | 6 pour 60 yards perdus                                      |
| Temps de possession                    | 27:41                                                       | 32:19                                                       |

| Aggies d'Utah State          |                   |                                                                          |
| Quarterback                  | Jordan Love       | 30/39 passes complétées, 317 yards, 1 interception, 3 TDs, 4 sacks subis |
| Meilleur coureur             | Gerold Bright     | 21 courses pour 94 yards nets gagnés, 1 TD, moyenne de 4,5 yards/course  |
| Meilleur receveur            | Mariner Siaosi    | 7 réceptions pour 113 yards gagnés, 2 TD                                 |
| Meilleur tackler             | Lefeged Troy Jr.  | 14 tacles dont 6 en solo, ½ TFL (1 yard), 1 FF                           |
| Golden Flashes de Kent State |                   |                                                                          |
| Quarterback                  | Crum Dustin       | 21/26 passes complétées, 289 yards, 0 interception, 2 TDs, 2 sacks subis |
| Meilleur coureur             | Crum Dustin       | 23 courses pour 147 yards nets gagnés, 1 TD, moyenne de 6,4 yards/course |
| Meilleur receveur            | McKoy Isaiah      | 6 réceptions pour 103 yards gagnés, 1 TD                                 |
| Meilleur tackler             | Sherald Keith Jr. | 10 tacles dont 4 en solo, 1 TFL (2 yards)                                |